# His Good Name
Pour plus de détails, voir Fiche technique et Distribution.
His Good Name (littéralement, Son bon nom) est un film muet américain réalisé par Lynn Reynolds, sorti en 1915.

## Fiche technique
- Titre : His Good Name
- Réalisation : Lynn Reynolds
- Scénario : F. McGrew Willis
- Producteur : Pat Powers
- Société de production :  Powers Picture Plays
- Société de distribution :  Universal Film Manufacturing Company
- Pays d'origine :  États-Unis
- Langue : film muet avec les intertitres en anglais
- Métrage : 600 m (2 bobines)
- Format : Noir et blanc — 35 mm — 1,33:1 — Muet
- Genre : Film dramatique
- Durée : 20 minutes
- Dates de sortie : 
  -  États-Unis : 3 décembre 1915

## Distribution
- Sydney Ayres : Blair
- Doris Pawn : Audrey Williams
- Val Paul (en)
- Olive Adair
- Louella Maxam (en)